# Курт фон Шредер
Барон Курт фон Шредер (нім. Kurt Freiherr von Schröder; 24 листопада 1889, Гамбург — 4 листопада 1966, Гамбург) — німецький банкір, бригадефюрер СС.

## Біографія
Освіту здобув у Боннському університеті. Учасник Першої світової війни, гауптман Генштабу Прусської армії. 10 лютого 1919 року демобілізований, служив у банку в Кельні. У 1921 році став учасником Банківського дому І.Г. Штайна (Кельн). Мав високий авторитет у фінансових колах Німеччини. На початку 1930-х років почав надавати фінансову підтримку НСДАП, яку вважав єдиною силою, здатною врятувати Німеччину від комунізму. 4 січня 1933 року організував у своєму будинку зустріч Адольфа Гітлера та Франца фон Папена, на якій було досягнуто компромісу між правлячою верхівкою та нацистами. Фактично, ця зустріч стала прелюдією приходу НСДАП до влади. 1 лютого 1933 року вступив у НСДАП. Після того, як Гітлер очолив уряд, Шредер в 1933 був призначений президентом Промислової та торгової палати Рейнланду — найбільш економічно розвиненого району Німеччини, а також президентом регіональної економічної палати Кельна-Аахена. 13 вересня 1936 року вступив в СС. Крім того, очолював Об'єднання приватних банкірів, був головою Наглядової ради Німецького Транспортного Кредитного банку (Берлін), «Фельтер унд Гулліам Карльс-верк АГ» (Кельн), «Рейніше Целфоль АГ», «Адлерверке» та інших. Після війни в 1945 році заарештований англійськими військами і поміщений в табір для інтернованих осіб. 12 листопада 1947 року німецьким судом у Білефельді засуджений до 3 місяців ув'язнення. Після звільнення працював у банківській сфері, і до 1948 року статок Шредера становив 500 000 марок, проте після реформи у червні 1950 року він втратив більшу частину грошей.

## Нагороди
- Залізний хрест 2-го і 1-го класу
- Почесний хрест ветерана війни з мечами